# シャーロッキアン!
『シャーロッキアン!』は、池田邦彦による日本の漫画作品。双葉社発行の『漫画アクション』にて連載中。
シャーロッキアンとは、アーサー・コナン・ドイルが創作した名探偵シャーロック・ホームズを実在した人物と仮定し、作品内の矛盾点や疑問点を独自の解釈で研究する熱狂的なファンの総称であり、この作品は愛里・車の2人のシャーロッキアンがその知識を生かして周囲の人々の様々な問題を解決し、また心の傷を癒す物語である。

## あらすじ
シャーロック・ホームズシリーズの大ファンである女子大生・原田愛里は、ふとしたきっかけで同じ大学の教授である車路久が、自分と同じホームズファンではないかと推理する。最愛の妻を亡くし失意の底にあった車を慰めるため、愛里は大学のテストで思わぬ行動を取る。愛里の推理仮定自体はまったくの的外れだったが、車は失意から立ち直り、同じシャーロッキアンとして愛里と心を通わせる。その後、2人は様々な出来事に遭遇して行く。

## 登場人物
原田 愛里（はらだ あいり）
主人公。エル文化大学の3年生。9歳の頃に病床で読んだ『シャーロック・ホームズの冒険』がきっかけでホームズファンとなる。困っている人や悩みを抱えてる人を見ると放っておけない性格で、傷心の車を元気づけるため、テストの解答用紙に自分のホームズに対する思いを書き連ねるなど、突拍子もない行動に出ることもある。ホームズ物語の知識はそれほど深くなく、熱心に薀蓄を語る車に引いてしまったりなど、真の意味でのシャーロッキアンには、まだなりきれていない面もあるが、その独自の感性から、車をも凌駕する活躍を見せることもある。様々な出来事を経て、車に対し次第に恋心を抱くようになる。名前の由来は『ボヘミアの醜聞』に登場する女性アイリーン・アドラーから。
車 路久（くるま みちひさ）
エル文化大学の教授。専門は論理学で、自作の著書も出版している。筋金入りのシャーロッキアンで、服装・髪型・パイプに至るまでホームズを模倣している。同じくシャーロッキアンだった妻を病気で亡くしたことにより心に深い傷を負っていたが、愛里の行動によって立ち直る。以来、愛里とは単なる教授と教え子の関係を越えた、シャーロッキアンの同志となる。優れた観察力・洞察力・推理力の持ち主であり、悩む愛里にその都度的確な助言をしては問題解決に導く。愛里の自分への気持ちを知ってからは、亡き妻への思慕と愛里への思いの板挟みになり苦悩するが、最後には愛里の思いを受け入れた。名前の由来はシャーロック・ホームズ（車路久を音読みすると「しゃ・ろ・く」となる）。
車 美佐子（くるま みさこ）
車の妻で故人。夫婦でベーカー街を訪れた際にはホームズの扮装で写真に納まるなど、車と同じく熱心なシャーロッキアンだった。
橋本 陽子（はしもと ようこ）
エル文化大学に通う女子大生で愛里の親友。両親の不仲に心を痛めており、中学時代から「仲の良い両親」という嘘をつき続けていたが、そのことが原因で高校2年の時に親友を失った過去を持つ。以来、絶対に嘘はつかないと心に決め、愛里にも両親の不仲を隠さず話していたが、無意識のうちに虚言癖が出てしまい激しい自己嫌悪に陥るものの、愛里の友情によって救われる。ボランティアグループに所属しており、老人ホームで朗読や慰問の活動をしている。
是方 洋（これかた ひろし）
陽子の幼馴染みで、エル文化大学のミステリー研究会に所属している。シャーロッキアンではあるものの「ホームズ物語は、あくまでコナン・ドイルによる創作物」との立場から「R（リアリスト・現実主義）のシャーロッキアン」を自称している。
高見（たかみ）
エル総合医療センターに勤務する医師。車とは旧知のシャーロッキアン仲間で、車からは「ドクター」と呼ばれている。第14話「青い紅玉は語る」の出来事以来、愛里に対して深い感謝の念を抱いており、愛里の思いを一方的に拒絶した車の態度を激しく叱責する。
BSI
ベイカー街遊撃隊（Baker Street Irregulars）ならぬ「馬場3丁目イレギュラーズ」
馬場3丁目の小学生たちで結成された団体。「BSI」と書かれたバッジを着用している。
独り暮らしの老人宅にいたずらをしているかのように思え、その解決に乗り出した原田、車と知り合う。後に、車は名誉会員1号に、原田は同2号として仲間入りする。

## 使用された参考文献
- 創元推理文庫 シャーロック・ホームズ・シリーズ 東京創元社
- 『シャーロック・ホームズ読本〜ガス灯に浮かぶ横顔』 エドガー・W・スミス編 鈴木幸夫訳 研究社 ※絶版
- 『シャーロック・ホームズ ガス燈に浮かぶその生涯』 W・Sベアリング=グールド 小林司・東山あかね訳 河出書房新社 ISBN 4-309-46036-4
- 『シャーロック・ホームズの見たロンドン 写真に記録された名探偵の世界』 チャールズ・ヴァイニー編・著 田中喜芳訳・解説 JICC出版局（現・宝島社） ISBN 4-880-63896-X

## 単行本
- 池田邦彦 『シャーロッキアン!』双葉社〈アクションコミックス〉、既刊4巻
  1. 第1巻 2011年2月28日発売 ISBN 978-4-575-83875-6
  2. 第2巻 2012年2月23日発売 ISBN 978-4-575-84033-9
  3. 第3巻 2012年4月28日発売 ISBN 978-4-575-84064-3
  4. 第4巻 2013年7月12日発売 ISBN 978-4-575-84260-9